# Relations entre la Malaisie et la Roumanie
Les relations entre la Malaisie et la Roumanie font référence aux relations étrangères entre la Malaisie et la Roumanie. La Roumanie a une ambassade à Kuala Lumpur et la Malaisie a une ambassade à Bucarest.

## Histoire
À la suite de l'établissement de relations avec l'Union soviétique, la Malaisie a également élargi ses relations avec d'autres pays d'Europe de l'Est tels que la Pologne, la Hongrie, la République tchèque, la République démocratique allemande, la Yougoslavie et la Roumanie. Les relations entre les deux pays ont été établies le 22 mars 1969.

## Relations économiques
En 2011, le commerce total s'élevait à 140 millions de dollars, un bond par rapport aux 103 millions de dollars en 2010. Alors qu'en 2013, les relations commerciales ont enregistré un total de 115,12 millions de dollars avec les exportations roumaines composées de meubles, de métaux, de produits chimiques, de bois, de produits métalliques, de machines et d'équipements électriques, tandis que les exportations malaisiennes comprennent le caoutchouc naturel et les produits en caoutchouc, l'étain, le cacao, l'informatique et les équipements et produits électroniques. Les deux pays sont en train de renforcer les relations économiques et le gouvernement roumain a manifesté son intérêt à coopérer avec la Malaisie pour développer un port d'entrée pour l'huile de palme dans la troisième plus grande ville de Roumanie, Constanta,,,. Environ neuf accords sur le secteur économique ont été signés entre les deux pays.

## Relations dans le domaine de l'éducation
En 2013, un accord-cadre a été signé entre l'Université du 1er décembre 1918 et l'Université nationale de Malaisie. En 2014, il y avait 120 étudiants malaisiens en Roumanie, la plupart d'entre eux poursuivant des cours de médecine.

## Roumain en Malaisie
Environ 100 Roumains résident dans le pays, la plupart d'entre eux résidant sur le territoire fédéral de Kuala Lumpur et dans l'État de Selangor.

## Association roumaine en Malaisie (RAM)
L'Association roumaine de Malaisie (RAM) est une organisation à but non lucratif qui a été organisée et gérée par un groupe de Roumains résidant actuellement en Malaisie et très intéressés à promouvoir le patrimoine roumain et à entretenir des relations avec d'autres Roumains situés dans le pays.